# Gočovo
Gočovo (Hongaars: Gócs) is een Slowaakse gemeente in de regio Košice, en maakt deel uit van het district Rožňava.
Gočovo telt 385 inwoners.